# Pensionário

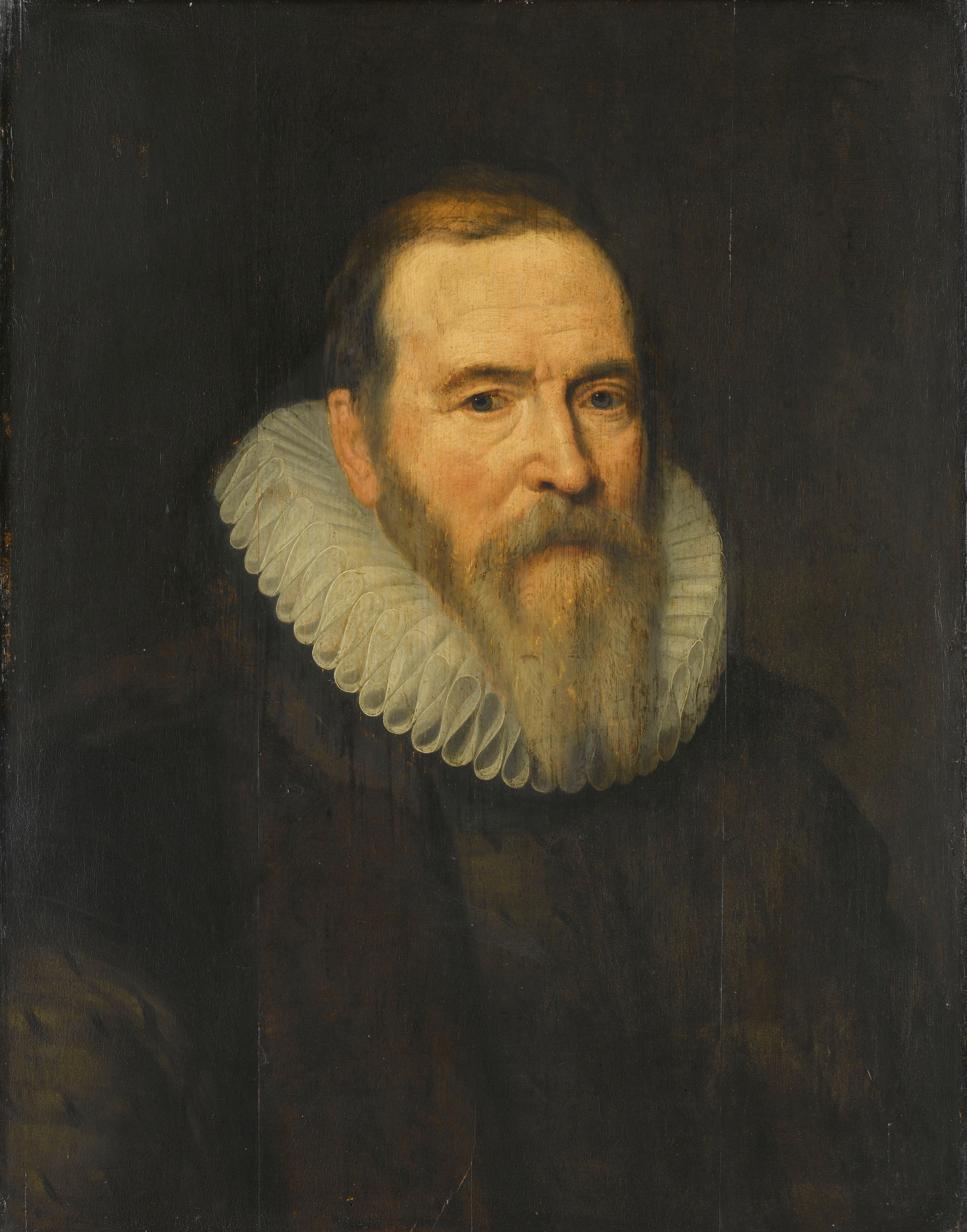
O Grande Pensionário Johan van Oldenbarnevelt.

Pensionário (em neerlandês:  Pensionaris era o título dado ao funcionário público responsável pela administração de uma província das Províncias Unidas e dos Países Baixos Austríacos. 
O pensionário era coadjuvado por um stadhouder, encarregado do poder executivo. Os primeiros pensionários nos Países Baixos foram os de Dordrecht (1468) e de Haarlem (1478). 
O nome provinha do facto de ganhar um salário, ou pensão, pelo seu trabalho.